# Serie C1 2006/2007
Soutěžní ročník Serie C1 2006/07 byl 29. ročník třetí nejvyšší italské fotbalové ligy. Soutěž začala 3. září 2006 a skončila 17. června 2007. Účastnilo se jí celkem 36 týmů rozdělené do dvou skupin po 18 mužstev. Z každé skupiny postoupil vítěz přímo do druhé ligy, druhý postupující se probojoval přes play off.
Pro následující sezonu nebyly přijaty tyto kluby:
- Polisportiva Sassari Torres: v minulé sezóně se umístil na 3. místě ve skupině B, kvůli finančním problémům hrál v nižší lize.
- Gela J.T.: v minulé sezóně se umístil na 9. místě ve skupině B, kvůli finančním problémům hrál v nižší lize.
- US Catanzaro: v minulé sezóně na 22. místě ve druhé lize, kvůli finančním problémům hrál v nižší lize.

Z nižší ligy postoupil ještě navíc klub Ancona Calcio. Kluby AC Pro Sesto a US Messese které měli z minulé sezony sestoupit, byli ponechány v soutěži.

## Skupina A
| Poř. | Tým                         | Z  | V  | R  | P  | VG | OG | B  |
| ---- | --------------------------- | -- | -- | -- | -- | -- | -- | -- |
| 1.   | US Grosseto FC              | 34 | 16 | 14 | 4  | 46 | 27 | 62 |
| 2.   | US Sassuolo Calcio          | 34 | 17 | 10 | 7  | 42 | 27 | 61 |
| 3.   | Pisa Calcio                 | 34 | 15 | 13 | 6  | 32 | 20 | 58 |
| 4.   | SSC Benátky                 | 34 | 14 | 12 | 8  | 41 | 29 | 54 |
| 5.   | AC Monza Brianza 1912       | 34 | 13 | 15 | 6  | 42 | 32 | 54 |
| 6.   | AS Cittadella               | 34 | 13 | 15 | 6  | 38 | 26 | 54 |
| 7.   | Calcio Padova               | 34 | 14 | 8  | 12 | 34 | 24 | 50 |
| 8.   | AS Lucchese Libertas        | 34 | 10 | 15 | 9  | 44 | 32 | 45 |
| 9.   | AC Pistoiese                | 34 | 10 | 13 | 11 | 33 | 29 | 43 |
| 10.  | Pro Patria Gallaratese G.B. | 34 | 10 | 11 | 13 | 34 | 44 | 41 |
| 11.  | US Cremonese                | 34 | 10 | 11 | 13 | 33 | 43 | 41 |
| 12.  | Novara Calcio               | 34 | 10 | 11 | 13 | 32 | 37 | 41 |
| 13.  | US Massese                  | 34 | 9  | 14 | 11 | 32 | 39 | 41 |
| 14.  | AC Pro Sesto                | 34 | 11 | 8  | 15 | 24 | 28 | 41 |
| 15.  | AC Sangiovannese            | 34 | 9  | 9  | 16 | 41 | 51 | 36 |
| 16.  | AS Pizzighettone            | 34 | 7  | 12 | 15 | 24 | 41 | 33 |
| 17.  | US Ivrea                    | 34 | 7  | 10 | 17 | 25 | 43 | 31 |
| 18.  | AC Pavia                    | 34 | 5  | 11 | 18 | 29 | 54 | 26 |

Poznámky
- Z = Odehrané zápasy; V = Vítězství; R = Remízy; P = Prohry; VG = Vstřelené góly; OG = Obdržené góly; B = Body
- za výhru 3 body, za remízu 1 bod, za prohru 0 bodů.

|  | Přímý postup do Serie B 2007/08  |
|  | Play off                         |
|  | Play out                         |
|  | Přímý sestup do Serie C2 2007/08 |

### Play off
Boj o postupující místo do Serie B.

#### Semifinále
AC Monza Brianza 1912 – US Sassuolo Calcio 0:1, 4:2

SSC Benátky – Pisa Calcio 1:1, 1:3

#### Finále
AC Monza Brianza 1912 – Pisa Calcio 1:0, 0:2 v prodl.
Postup do Serie B 2007/08 vyhrál tým Pisa Calcio.

### Play out
Boj o udržení v Serie C1.
US Ivrea – AC Pro Sesto 0:0, 0:1

AS Pizzighettone – AC Sangiovannese 1:1, 0:0
Sestup do Serie C2 2007/08 měli kluby US Ivrea a AS Pizzighettone.

## Skupina B
| Poř. | Tým                        | Z  | V  | R  | P  | VG | OG | B  |
| ---- | -------------------------- | -- | -- | -- | -- | -- | -- | -- |
| 1.   | Ravenna Calcio             | 34 | 21 | 6  | 7  | 50 | 30 | 69 |
| 2.   | US Avellino 1              | 34 | 20 | 8  | 6  | 64 | 37 | 66 |
| 3.   | SS Cavese 1919             | 34 | 17 | 11 | 6  | 46 | 30 | 62 |
| 4.   | US Foggia                  | 34 | 16 | 11 | 7  | 41 | 25 | 59 |
| 5.   | Taranto Sport              | 34 | 15 | 11 | 8  | 45 | 31 | 56 |
| 6.   | Perugia Calcio             | 34 | 15 | 9  | 10 | 40 | 29 | 54 |
| 7.   | SS Juve Stabia             | 34 | 13 | 14 | 7  | 34 | 27 | 53 |
| 8.   | Sambenedettese Calcio 1923 | 34 | 14 | 7  | 13 | 45 | 45 | 49 |
| 9.   | SS Manfredonia Calcio      | 34 | 12 | 10 | 12 | 41 | 43 | 46 |
| 10.  | Salernitana Calcio 1919    | 34 | 11 | 11 | 12 | 37 | 41 | 44 |
| 11.  | Gallipoli Calcio           | 34 | 12 | 8  | 14 | 42 | 49 | 44 |
| 12.  | Ternana Calcio             | 34 | 9  | 12 | 13 | 30 | 36 | 39 |
| 13.  | SS Lanciano                | 34 | 9  | 12 | 13 | 30 | 36 | 39 |
| 14.  | AC Martina 1947            | 34 | 9  | 10 | 15 | 27 | 40 | 37 |
| 15.  | Teramo Calcio              | 34 | 9  | 10 | 15 | 27 | 39 | 37 |
| 16.  | Ancona Calcio              | 34 | 9  | 6  | 19 | 37 | 49 | 33 |
| 17.  | San Marino Calcio          | 34 | 8  | 8  | 18 | 37 | 43 | 32 |
| 18.  | Giulianova Calcio          | 34 | 2  | 6  | 26 | 18 | 60 | 12 |

Poznámky
- Z = Odehrané zápasy; V = Vítězství; R = Remízy; P = Prohry; VG = Vstřelené góly; OG = Obdržené góly; B = Body
- za výhru 3 body, za remízu 1 bod, za prohru 0 bodů.
- 1  US Avellino bylo odečteno 2 body.

|  | Přímý postup do Serie B 2007/08  |
|  | Play off                         |
|  | Play out                         |
|  | Přímý sestup do Serie C2 2007/08 |

### Play off
Boj o postupující místo do Serie B.

#### Semifinále
US Foggia – SS Cavese 1919 5:2, 1:3

Taranto Sport – US Avellino 1:0, 0:1

#### Finále
US Foggia – US Avellino 1:0, 0:3 v prodl.
Postup do Serie B 2007/08 vyhrál tým US Avellino.

### Play out
Boj o udržení v Serie C1.
Ancona Calcio – Teramo Calcio 2:0, 2:2

San Marino Calcio – AC Martina 1947 0:2, 1:1
Sestup do Serie C2 2007/08 měli kluby Teramo Calcio a San Marino Calcio.